# Економіка Чилі

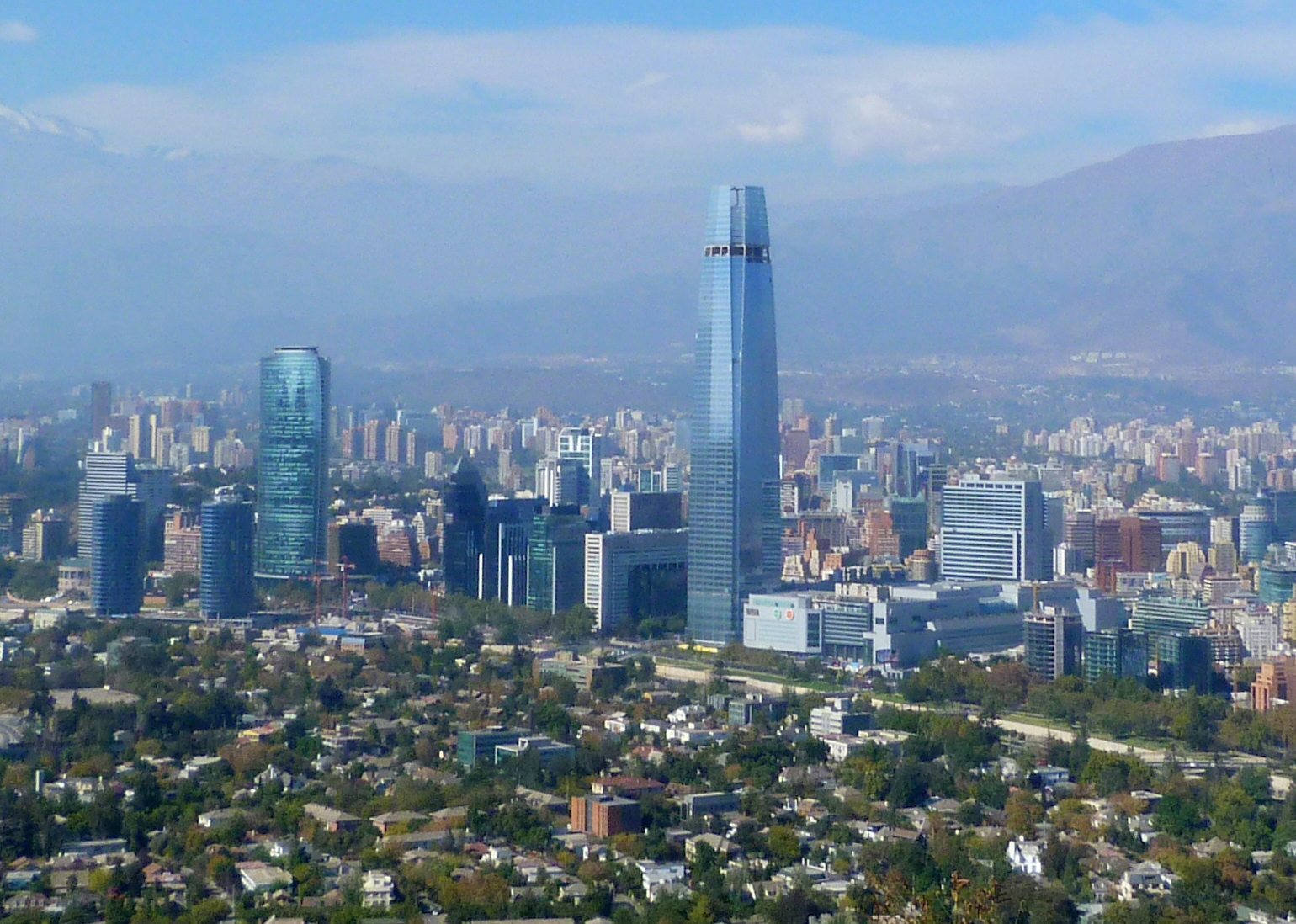
Сантьяго

Чилі — відносно розвинена країна Південної Америки. Найрозвиненіший автомобільний, морський, залізничний тр-т. Зовнішньоторгівельний оборот забезпечується на 90 % морським тр-том. Порти: Сан-Вісенте, Уаско, Гуаякан, Вальпараїсо, Токопілья, Кальдера.

## Загальна характеристика
Система залізниць Чилі, довжина якої становить 6300 км, є однією з найкращих у Латинській Америці. Ця залізнична мережа простягнулася від м. Пісагуа в пустелі Атакама до Пуерто-Монта на півдні країни з відгалуженнями в усі найважливіші порти. Окрема гілка йде в Аргентину і через м. Мендоса продовжується до Буенос-Айреса. Від Аріки й Антофагасти залізниця йде до Ла-Паса (Болівія). Лінія між Антофагастою і м. Сальта (Аргентина) перетинає Анди на висоті 4500 м.
З 79 600 км автомобільних доріг 9580 км асфальтовані, найсучасніші шосейні дороги прокладені в Подовжній долині в районі Сантьяго. Одна ділянка Панамериканського шосе долиною 3900 км йде в північному напрямку і з'єднує Сантьяго з Лімою (Перу), інша — довжиною 1450 км — йде на схід від Сантьяго до Буенос-Айреса, ще одна — довжиною 2250 км — на південь до Пунта-Аренаса.
Торговий флот Чилі — один з найстарших і п'ятий по величині в Латинській Америці. Чилійська пароплавна компанія «Компанья судамерикана де вапорес». Внутрішні і міжнародні авіалінії зв'язують Чилі з іншими державами, уся територія країни обслуговується рейсами місцевих авіакомпаній.
За даними [2001 Index of Economic Freedom, The Heritage Foundation]: ВВП — $ 71 млрд. Темп зростання ВВП — 3,4 %)%. ВВП на душу населення — $ 4784. Прямі закордонні інвестиції — $ 1,6 млрд. Провідні галузі промисловості: гірнича (мідна та інш. мінералів), чорна та кольорова металургія, машинобудівна, хімічна, легка і харчова, цементна, деревообробна та паперова пром-сть. Імпорт — $ 22 млрд (г.ч. США — 23,3 %; Аргентина — 11 %; Бразилія — 6 %; Японія — 5,8 %; Мексика — 4,9 %; Німеччина — 4,7 %). Експорт (головна стаття — мідь) — $ 23,6 млрд (г.ч. США — 18 %; Японія — 13 %; Велика Британія — 7,9 %; Бразилія — 5,3 %; Аргентина — 5 %; Італія — 4,5 %).
З 1973 р. в економіці країни суттєво збільшилася роль іноземного капіталу. Бл. 80 % американських інвестицій вкладені у гірн. пром-сть.
У 1990-і роки середній річний приріст чилійської економіки становив 7 %, що було найвищим показником серед країн Західної півкулі. У середині 1990-х років рівень інфляції і безробіття не перевищував декількох процентів. Скоротився обсяг зовнішнього боргу, бюджет виконувався з перевищенням прибутків над витратами, обсяг заощаджень досяг найвищого рівня за всю історію країни. У результаті в 1997 Чилі мала найвищий кредитний рейтинг серед країн Латинської Америки з обсягом валового внутрішнього продукту (ВВП) 77,1 млрд дол. (5280 дол. на душу населення), показником реального річного приросту 7,1 % і рівнем інфляції менше за 6 %. Розподіл по статтях ВВП у 1992 показує значні зміни в економіці Чилі. У порівнянні з кінцем 1960-х і початком 1970-х років частка продукції гірничодобувної промисловості залишилася приблизно на колишньому рівні (61 %), частка продукції мідної промисловості зменшилася. Помітно знизився внесок сектора обробної промисловості — з 25 % до 21 %, тоді як внесок сільського господарства, тваринництва і лісового господарства трохи зріс — з 7,4 % до 7,9 %. Частка будівельної промисловості знизилася з 7,7 % до 6 %, а частка сфери обслуговування (включаючи банки) зросла з 26 % до 29,1 %. З кінця 1980-х років стали швидко рости доходи від рибного лову і туризму. Приплив прямих іноземних інвестицій продовжувався, і тільки за 1996 він зріс на 46 %. Найбільша частина цих нових капіталовкладень (51 %) припадала на сферу обслуговування, на частку гірничодобувної промисловості 19 %, що обробної — 18 %. Частка американських капіталовкладень за період з 1974 по 1996 становила бл. 40 % від їхнього загального обсягу, у 1996 досягла майже 49 %. Уряд в 1997 сприяв приватизації і передачі в концесію автострад і платних автомобільних доріг, морських портів і аеропортів, водогосподарчих об'єктів і пасажирських залізничних перевезень. Структура паливно-енергетичного балансу в 90-х рр. ХХ ст.: вугілля — 17 %, нафта — 61 %, газ — 11, гідроресурси — 11 %.

## Азартні ігри
Азартні ігри в Чилі — сфера азартних ігор в Чилі, що стала легальною 2008 року. В минулому уряд Чилі обмежував усі форми онлайн-казино для своїх жителів. Як офшорні оператори, так і потенційні прибережні платформи не змогли отримати необхідні дозволи, щоб легально надавати свої послуги в країні.